# Hydractinia ocellata
Hydractinia ocellata är en nässeldjursart som först beskrevs av Agassiz och Mayer 1902.  Hydractinia ocellata ingår i släktet Hydractinia och familjen Hydractiniidae. Inga underarter finns listade i Catalogue of Life.